# Hammed Animashaun
Hammed Animashaun (nacido el 6 de mayo de 1991) es un actor de teatro, cine y televisión británico.

## Primeros años
Animashaun nació en una familia nigeriana en Whitechapel, Londres. Su padre era conductor de autobús y su madre trabajadora voluntaria. Tuvo un crecimiento acelerado en la universidad y un verano creció cinco pulgadas. Su hermano menor mide 2.05 m. El propio Animashaun mide 1.90 m. Su profesor de teatro de la escuela lo animó a unirse al Half Moon Children's Theatre en Limehouse de Londres. Estudió filosofía y teatro en la universidad, pero abandonó cuando le ofrecieron papeles teatrales.

## Carrera

### Teatro
Recibió el segundo premio en los Premios Ian Charleson de 2021, que reconocen a actores menores de 30 años en papeles clásicos, por su papel de Bottom en El sueño de una noche de verano en el Bridge Theatre. También ganó el premio al Mejor Actor de Reparto en los premios WhatsOnStage por la misma producción. Otros papeles teatrales han incluido "Master Harold"...and the Boys, el drama de Athol Fugard ambientado en la Sudáfrica del apartheid, una de las Ugly Sisters en Cinderella en el Lyric Hammersmith, Los productores en el Manchester Royal Exchange, la producción original. de Barber Shop Chronicles, la puesta en escena de The Threepenny Opera de Rufus Norris en el National Theatre y el revival de Amadeus de Michael Longhurst.

### Televisión
Animashaun apareció como Loial en la serie de Amazon Prime Video La rueda del tiempo a partir de 2021. Protagoniza la serie de televisión de comedia Black Ops de BBC One de 2023, junto a Gbemisola Ikumelo y Akemnji Ndifornyen, interpretando a un policía encubierto lamentablemente fuera de su alcance. Su personaje, Kay, ha sido descrito como un “gigante gentil, temeroso de Dios y con el vaso medio lleno, y lo opuesto a un astuto callejero”. Describió el papel en el programa como un “sueño hecho realidad” y seguía esperando ser reemplazado por un actor de mayor nombre en el papel. Ha sido elogiado por su química con Ikumelo.

### Escritor
En 2023, fue nombrado uno de los dos creadores de guiones residentes en BBC Studios TalentWorks para trabajar con productores de comedia y drama con guiones.

## Filmografía parcial
| Año           | Título                      | Papel          | Notas                     |
| ------------- | --------------------------- | -------------- | ------------------------- |
| 2016          | Flowers                     | Ryan           | 3 episodios               |
| 2017          | Black Mirror                | Pizza Guy      | Episodio: "USS Callister" |
| 2017          | The Festival                | Shane          | Película                  |
| 2017-2018     | Pls Like                    | Johnny Jackson | 5 episodios               |
| 2019          | Cunk & Other Humans on 2019 | Varios         | 6 episodios               |
| 2021–presente | La rueda del tiempo         | Loial          | 4 episodios               |
| 2023          | Black Ops                   | Kay            | Protagonista              |